# Massones
Massones (r. 508–535) va ser un rei amazic del que ara és l'oest d'Algèria que es deia que era cristià, va governar el Regne Mauroromà amb capital a Altava, que ara es troba a l'actual Algèria, al voltant de la zona de Tlemcen.  Va aconseguir mantenir la independència del seu regne resistint-se a l'ocupació dels vàndals. El rei Massones es va aliar amb l'emperador romà d'Orient Justinià I i el va ajudar en una guerra contra els vàndals el 533 i també contra altres confederacions tribals amazics rebels. Durant el seu regnat va ser obeït per les tribus de Mauretània.

## Regnat
Massones és el primer governant registrat del Regne Mauroromà, un regne amazic que va sorgir a l'antiga província de Mauritània Caesariense després del col·lapse de l'Imperi Romà d'Occident. Aquest regne, a diferència de molts altres regnes bàrbars, s'estenia més enllà de les fronteres de l'antic Imperi Romà, abastant territoris amazics que mai havien estat sota control romà. Se'l coneix per una inscripció en una fortificació a Altava (l'actual Oulad Mimoun, a la regió d'Orà), datada l'any 508 dC, on es presenta a si mateix com a Rex gentium Maurorum et Romanorum, el "Rei dels pobles romans i moros". Se sap que posseïa Altava, que se suposa que va ser la capital a causa de la seva prominència sota els reis posteriors, i almenys dues altres ciutats, Castra Severiana i Safar, ja que menciona als funcionaris que hi va nomenar. Com a seu d'una diòcesi eclesiàstica (la diòcesi de Castra Severiana, un antic bisbat que va florir durant l'Antiguitat tardana), el control de Castra Severiana pot haver estat particularment important.

### Relacions amb l'Imperi Romà d'Orient
L'historiador romà d'Orient Procopi esmenta un rei amazic anomenat "Massones", sovint considerat la mateixa persona, que es va aliar amb les forces de l'Imperi Romà d'Orient a la dècada del 530 contra el Regne Vàndal a la Guerra Vàndalica. Es creu que Massones va ser un dels governants amazics que es van sotmetre voluntàriament a Belisari i a les forces romanes orientals, exigint a canvi els símbols dels seus càrrecs: una corona de plata, un bastó de plata daurada, una túnica i botes daurades.
Després que els vàndals fossin derrotats i l'Imperi Romà d'Orient restaurés el domini romà sobre el nord d'Àfrica, els governadors imperials començarien a tenir problemes amb algunes de les tribus i regnes amazics, problemes que desconvocarien en les guerres romano-amazigues. La província de Bizacena es va veure particularment afectada, amb repetides invasions, la destrucció de la guarnició local i la mort dels seus comandants. El prefecte del pretori d'Àfrica, Salomó, va lliurar diverses guerres contra aquests amazics i els va derrotar dues vegades, a la batalla de Mammes i a la de Burgaó. Els amazics supervivents es van retirar a Numídia, unint forces amb Iaudes, rei de l'Aurès.
Massones i un altre rei amazic aliat amb l'Imperi d'Orient, Ortees (que governava un regne a l'antiga província de Mauritània Sitifiense), van suggerir que Salomó perseguís els rebels fins a Numídia, cosa que va fer. Salomó, però, no va enfrontar-se a Iaudes en batalla, ja que desconfiava de la lleialtat dels seus aliats, i en canvi va construir una sèrie de llocs fortificats al llarg de les carreteres que unien Bizacena amb Numídia.